# Zofia Steinberg
Zofia Steinberg, w zakonie s. Katarzyna (ur. 31 stycznia 1898 w Warszawie, zm. 14 listopada 1977 w Laskach) – polska franciszkanka (FSK), lekarka, działaczka społeczna, pisarka i tłumaczka.

## Życiorys

### Dzieciństwo i lata studenckie
Urodziła się w zamożnej rodzinie ortodoksyjnych Żydów. Ojciec, Abram (Albert) Steinberg, był współwłaścicielem Warszawskiej Fabryki Wstążek Jedwabnych przy (ul. Mokotowska 22). Abram i Elka (Olga) z Rabinowiczów Steinbergowie mieli czworo dzieci: Zofię i troje jej starszego rodzeństwa (Mikołaja, Ludwika i Eugenię). Zofia do 14. roku życia uczyła się w domu. W latach 1912–1914 uczęszczała do ostatnich klas siedmioklasowej żeńskiej szkoły prywatnej przy ul. Wiejskiej, prowadzonej przez Jadwigę Kowalczykówną i Jadwigę Jawurkówną. „Panny Jadwigi” przestrzegały zasad pozytywizmu warszawskiego, w tym wzajemnego szacunku wyznawców różnych religii i ateistów. Szkolnymi koleżankami Zofii były  późniejsze siostry zakonne w Laskach, Teresa Landy (absolwentka z 1911 roku) i Zofia Sokołowska – najlepsza przyjaciółka). W następnym roku uzupełniała wykształcenie i zdała maturę w Gimnazjum Realnym. W latach 1915–1925 studiowała medycynę na Uniwersytecie Warszawskim. Dyplom lekarza medycyny otrzymała 7 marca 1925 roku. 
W czasie studiów poświęcała dużo czasu na działalność charytatywną – pomoc potrzebującym uważała za najważniejsze swoje zadania. Należała do samokształceniowej organizacji „Filarecja” (zob. Unia Stowarzyszeń Polskiej Młodzieży Niepodległościowej), do Związku Niezależnej Młodzieży Socjalistycznej i PPS. W 1922 roku poznała założycielkę Towarzystwa Opieki nad Ociemniałymi, a później Zgromadzenia Sióstr Franciszkanek Służebnic Krzyża, ociemniałą hrabiankę Różę Czacką, a w 1924 roku – Helenę Kowalską (przyszłą świętą Marię Faustynę), starającą się wówczas o możliwość wstąpienia do zgromadzenia zakonnego.

### „Kółko” Władysława Korniłowicza
W warszawskim środowisku akademickim od 1917 roku działało tzw. „Kółko” Władysława Korniłowicza (zob. W. Korniłowicz – I wojna światowa) – grupa przyjaciół o różnych poglądach i wyznaniach, w tym ateistów i konwertytów, spotykających się, by dyskutować m.in. o filozofii, religii, katolickiej nauce społecznej (grupa była nieformalnie nazywana „Kółkiem tomistycznym”). Wielogodzinne rozmowy z ks. Korniłowiczem o Bergsonie, Brzozowskim i Ewangelii prowadziła m.in. Teresa Landy – Żydówka, filozofka, absolwentka Szkoły na Wiejskiej (1911) i paryskiej Sorbony. W 1917 roku duże wrażenie zrobiła wiadomość o jej nawróceniu (prawdopodobnie pierwszym w tym gronie). Przyczyniło się ono do radykalnego religijnego przełomu u Zofii Sokołowskiej (wówczas obiecującej rzeźbiarki) i jej młodszych sióstr (ich rodzice skłaniali się do wolnomyślicielstwa).

### Praca w służbie zdrowia II RP
Po skończeniu studiów Zofia Steinberg pracowała w latach 1925–1926 w warszawskim Szpitalu św. Łazarza przy ul. Mostowej (Oddział Chorób Wewnętrznych) oraz w poradni dziecięcej przy ul. Spokojnej (Powązki). Zawsze zwracała uwagę na pacjenta, jako chorego człowieka, a nie „przypadek chorobowy” (pozwalała sobie otwarcie krytykować przełożonych, jeżeli zachowywali się inaczej). Przyjmowała wszystkich pacjentów, zgłaszających się do poradni, nie licząc godzin pracy. Rozwinęła na Powązkach szeroką działalność charytatywną, głównie dla ubogich dzieci. Stanisław Szwalbe (działacz przedwojennego PPS, po wojnie m.in. wicemarszałek Sejmu 1947–1952), wspominał:

… skąd się wzięła sylwetka Zosi, nie dbającej o stroje, nie szukającej młodzieżowych rozrywek, nie wykorzystującej dla siebie zamożności rodziców, ale już wtedy troszczącej się o innych, pomagającej bliźnim, nieraz właśnie w oparciu o możliwości rodzinne. Nie umiałem i nie umiem sobie wytłumaczyć „zjawiska”, jakim już wówczas stawała się Zosia – przyszła Katarzyna.

Dr Franciszka Burska (1898–1989) z Instytutu Głuchoniemych (lekarz powstania warszawskiego), wspominając Zofię Steinberg użyła zwrotu:

Medycyna była dla niej za ciasna.

Do środowiska związanego z Elżbietą Czacką i Towarzystwem Opieki nad Ociemniałymi zbliżyła się bardzo w 1922 roku. Zofia Sokołowska zrezygnowała wówczas z rzeźbiarstwa (tuż przed ukończeniem Szkoły Sztuk Pięknych) oraz z małżeństwa i wstąpiła do Zgromadzenia Sióstr Franciszkanek Służebnic Krzyża. W 1924 roku, będąc już wtedy siostrą Katarzyną od Ran Pana Jezusa, zachorowała na ciężkie gruźlicze zapalenie otrzewnej. Jej przyjaciółka regularnie odwiedzała Zgromadzenie i budowany przez nie Ośrodek dla Dzieci Niewidomych w Laskach. Jej troskliwość i poświęcenie były wielkie – Matka Czacka stawiała ją – socjalistkę i Żydówkę – za wzór do naśladowania dla sióstr zakonnych. 

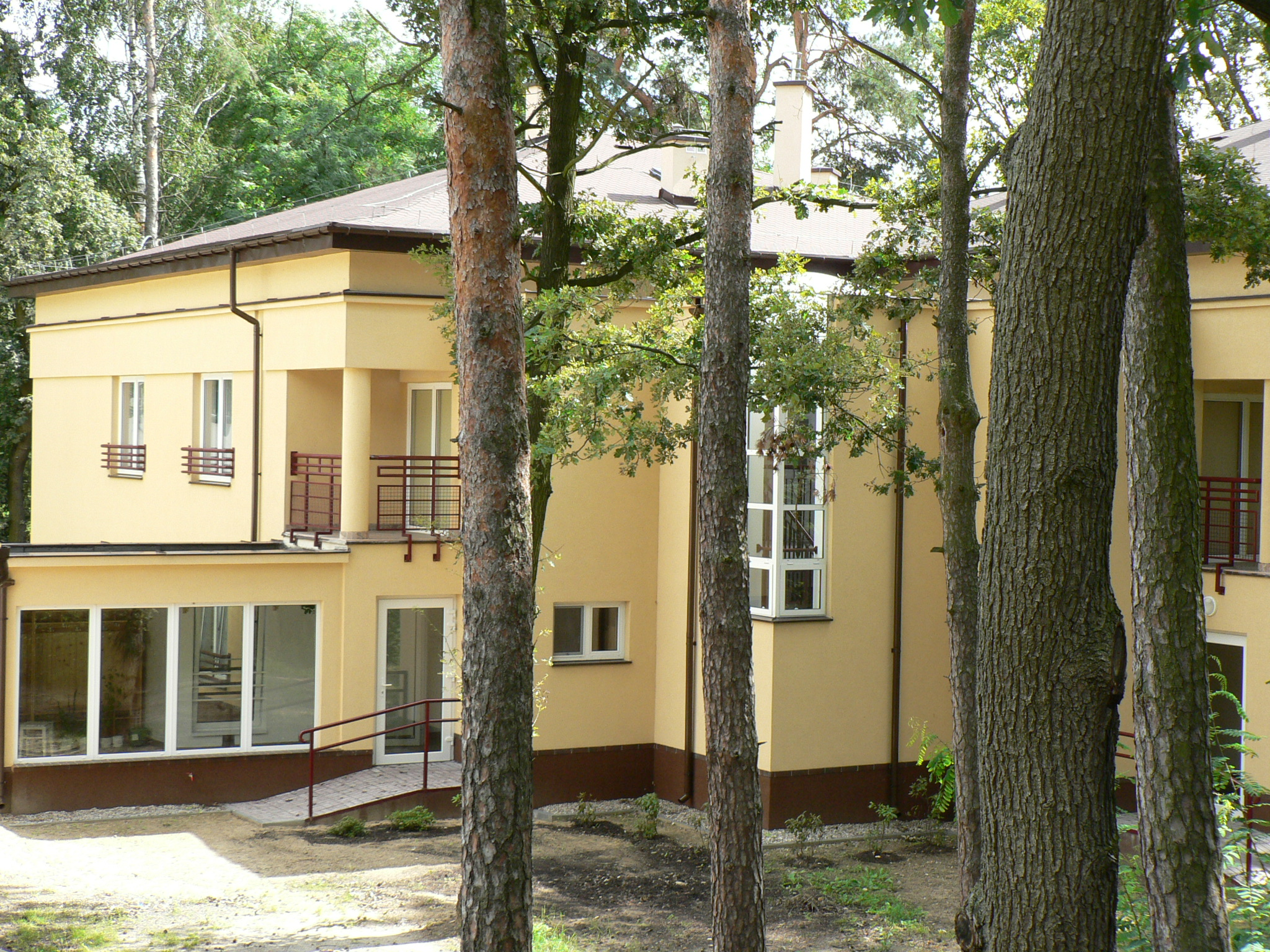
Szkoła dla niewidomych dziewcząt w Laskach

Spotkania z chorą przyjaciółką doprowadziły Zofię Steinberg do nawrócenia. Pisała później:

Obcowanie z Zosią podczas choroby coraz bardziej utwierdzało we mnie poczucie, że to, w co Zosia wierzy, musi być Prawdą, choć nie wiedziałam właściwie w co wierzy. Miłość, która w Zosi była, to jaka była, świadczyło, że źródło, z którego ta przemiana wypłynęła, wiara, jest czymś obiektywnie prawdziwym. Mój stosunek do wiary (wywołany Zosią i tylko dlatego tu o nim piszę) dałby się sformułować tak: wierzę w to, w co Zosia wierzy, choć nie wiem, co to jest…

W 1926 roku (23 marca) przyjęła chrzest, a 1 listopada tegoż roku wstąpiła do Zgromadzenia w Laskach. W końcu listopada wyjechała do Francji, Szwajcarii i Niemiec. Przez kilka lat opiekowała się chorym na gruźlicę bratem Ludwikiem, a następnie ojcem (nosiła wówczas czarne suknie zamiast franciszkańskiego habitu, ponieważ nie chciała sprawiać przykrości ciężko choremu ojcu – wstąpiła do klasztoru wbrew jego woli). 
Po powrocie do Polski zamieszkała w Ośrodku Laski (dom macierzysty Zgromadzenia Sióstr FSK). Została przyjęta do nowicjatu (18 maja 1933), a pierwsze śluby zakonne złożyła 15 sierpnia 1935 roku. Przyjęła imię Katarzyna od Rany Boku Pana Jezusa i Miłosierdzia Bożego. Nie porzuciła praktyki lekarskiej. Opiekowała się siostrami zakonnymi, dziećmi przebywającymi w Laskach, pracownikami Zakładu i osobami z Zakładem zaprzyjaźnionymi. Wyruszała do wsi, gdy wzywano „Siostrę Doktor” do chorego lub do poszkodowanych w czasie bójek na weselach. W 1935 roku utworzyła ośrodek zdrowia dla Zakładu, a w 1936 – ośrodek dla miejscowości Laski. 

### Druga wojna światowa

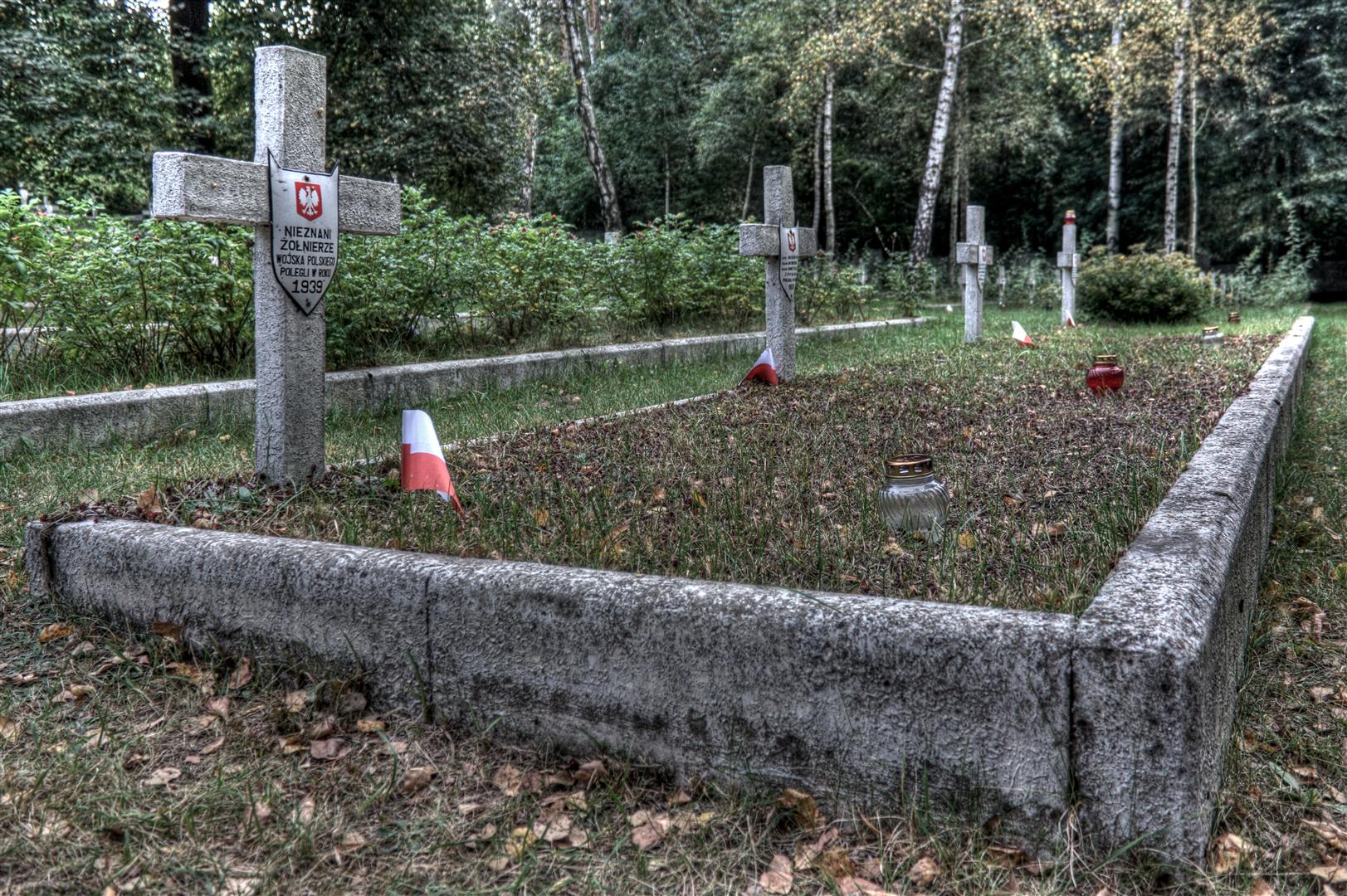
Grób nieznanych żołnierzy w Laskach

Po wybuchu II wojny światowej (wrzesień 1939) zakład dla ociemniałych został ewakuowany z Lasek do Żułowa. Dziesięć sióstr – między nimi s. Katarzyna (Zofia Steinberg) – zostało w Laskach, gdzie zorganizowały szpital polowy, który od kapitulacji Warszawy (1939) do 1941 roku działał jako filia Szpitala Ujazdowskiego. Uczestniczyła w tworzeniu w Laskach cmentarza wojennego (na jego terenie pochowano ekshumowane ciała żołnierzy polskich). Dnia 15 sierpnia 1941 złożyła wieczyste śluby zakonne.
W końcu maja 1942 roku do Lasek dotarła informacja o planowanym aresztowaniu zakonnic pochodzenia żydowskiego. Zofia Steinberg wyjechała do powiatu miechowskiego. Przebywała początkowo u przyjaciół w Kraszewie (Irena i Mieczysława Kraszewscy, którzy ukrywali również prof. Laurę Kaufman), a następnie w Falniowie, u swojej koleżanki z czasów studenckich, Salomei Kozłowskiej). Ukrywała się też w Krakowie, opiekując się chorą ciotką Salomei i ucząc religii Anielkę Budkównę. Przebywała w klasztorach Karmelitanek Dzieciątka Jezus w Czernej i Karmelitanek Bosych we Lwowie. W sierpniu 1944 roku włączyła się do działalności zakładu w Żułowie – zajęła się leczeniem chorych oraz załatwiała sprawy formalne w urzędach Polskiego Komitetu Wyzwolenia Narodowego, w którym miała dobrych znajomych z przedwojennego PPS (wśród nich Edward Osóbka-Morawski i Stanisław Szwalbe).

### Okres powojenny
W powojennej służbie zdrowia została zatrudniona w 1954 roku jako lekarz w zakładzie dla niewidomych w Laskach (mieszkała w Laskach od 1950). Od listopada 1957 wspólnie ze Zdzisławem Jaroszewskim organizowała rekolekcje dla lekarzy psychiatrów (w części z nich uczestniczyli, m.in. ks. Karol Wojtyła, Piotr Rostworowski i Stefan Swieżawski). Utrzymywała kontakt z Danielem Rufeisenem, kapłanem katolickim żydowskiego pochodzenia, karmelitą (OCD), misjonarzem w Hajfie. Współuczestniczyła w akcjach wysyłania darów do ośrodków opieki nad trędowatymi w Indiach. W tym okresie przetłumaczyła z języka francuskiego i pokonała przeszkody utrudniające publikację w czasach cenzury:
- zbioru przemówień  Abbé Pierre woła (wyd. 1958)
- Dom Kolumby Marmiona Zjednoczenie z Bogiem (wyd. 1961)
- Paula-Marie Richauda Pan blisko jest (wyd. 1977)

Organizowała też wydawanie innych przekładów zachodniej literatury religijnej. Jest współautorką biografii Katarzyny Sokołowskiej (1896–1924)–, opublikowanej m.in. w serii W nurcie zagadnień posoborowych (red. B. Bejze, Warszawa 1970 IV). Fragmenty jej wierszy opublikowano w monografii pt. Ludzie Lasek (wyd. 2000).

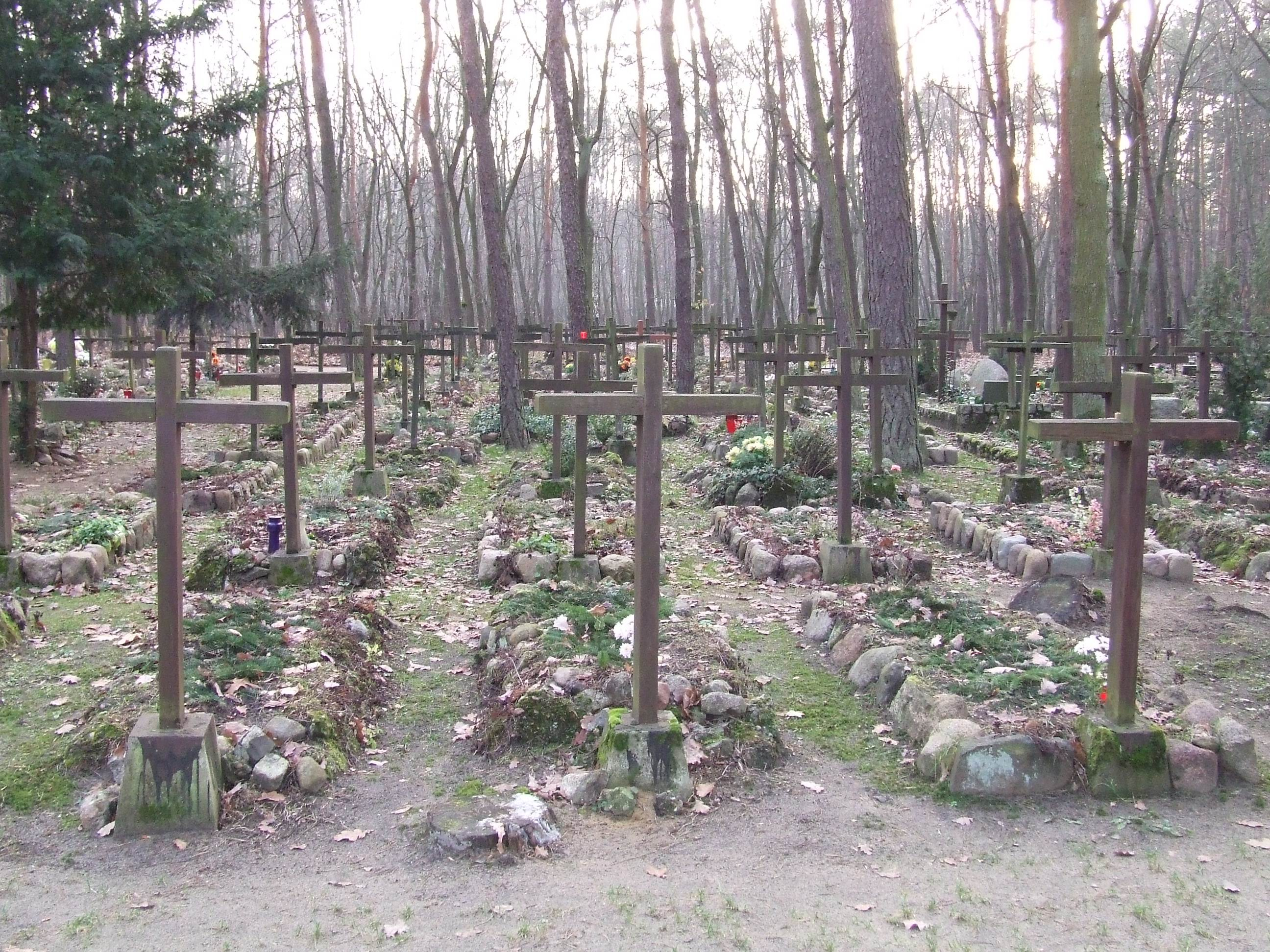
Groby zakonne w Laskach

Zmarła w Laskach 14 listopada 1977 roku. Została pochowana na Cmentarzu Zakładu dla Niewidomych. Teresa Cwalina – wieloletnia nauczycielka języka polskiego w szkole w Laskach – w swojej książce pt. Kartki z cmentarza zamieściła fragment wiersza Zofii Steingerg:

Przyjdą

I będą mieli dobre i życzliwe myśli,

Przez różowe okulary

Patrzeć będą na drobne dobro Człowieka

I wyolbrzymiać ziarnko piasku dobra.

Jej nazwisko jest wymieniane również w innych publikacjach, dotyczących „Dzieła Lasek”, obok Róży Czackiej, Władysława Korniłowicza, Antoniego Marylskiego, Teresy Landy, Zygmunta Serafinowicza (brata Jana Lechonia), Henryka Ruszczyca, Zofii Sokołowskiej, Ireny Tyszkiewiczowej  i wielu innych.